# شانه‌موش کلبرن

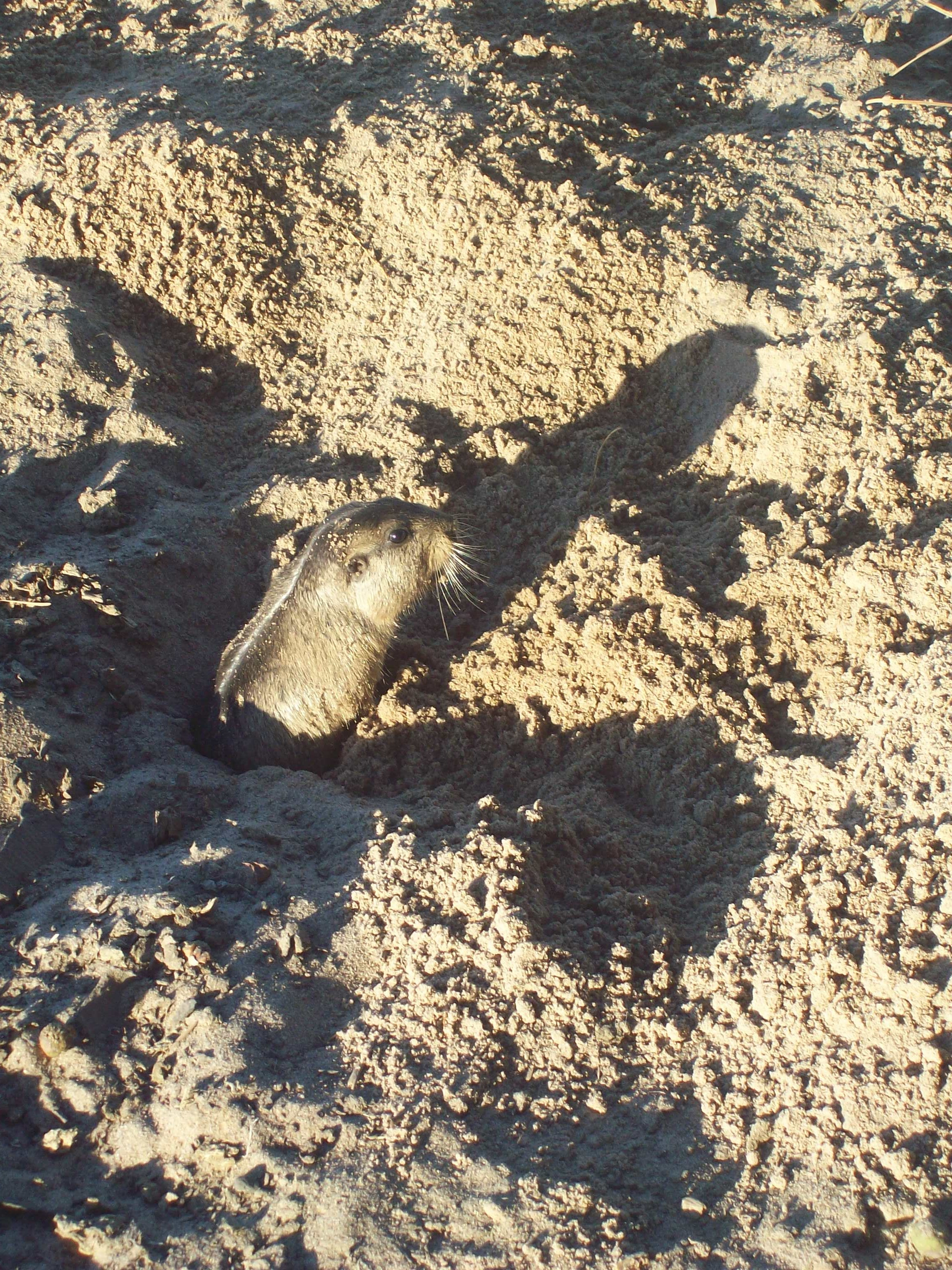
تصویر شانه‌موش کلبرن

شانه‌موش کلبرن (نام علمی: Ctenomys colburni) نام یک گونه از سرده شانه‌موش است.